# Emerson Fittipaldi
Emerson Fittipaldi (São Paulo, 12. prosinca 1946.), brazilski vozač automobilističkih utrka.
Dvostruki svjetski prvak u Formuli 1 (1972. i 1974. godine), prvi Brazilac koji je ostvario taj rezultat, dvostruki pobjednik 500 milja Indianapolisa, 1989. i 1993. godine, te prvak američke Champ car formule 1989. godine. U Formuli 1 osnivač tima Copersucar za koji je i sam vozio bez većeg uspjeha. Iz aktivnog automobilizma povukao se 1996. godine nakon incidenta u utrci 500 milja Michigana. Početkom 2006. natjecao se u utrci veterana na stazi Kyalami u Južnoj Africi i zauzeo je drugo mjesto iza Nigela Mansella. Njegov brat Wilson i nećak Christian također su sportski automobilisti.